# Florencio Campomanes

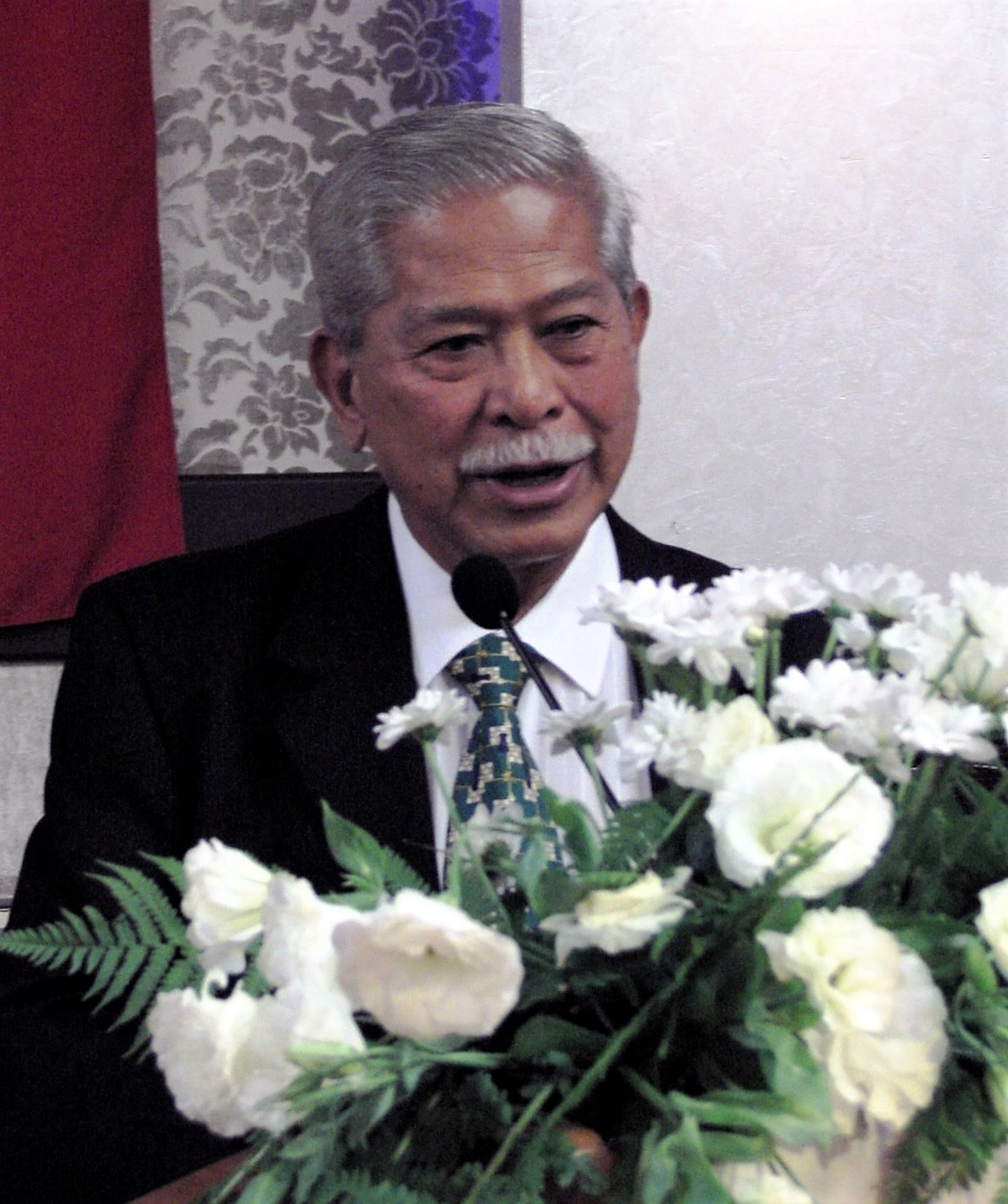
Florencio Campomanes in 2008

Florencio Campomanes (Manilla, 22 februari 1927 – Baguio, 3 mei 2010) was een Filipijns schaker en sportbestuurder. Campomanes was van 1982 tot 1995 de eerste Aziatische president van de internationale schaakbond FIDE.

## Biografie
Campomanes studeerde politieke wetenschappen aan de University of the Philippines, waar hij in 1948 zijn Bachelor-diploma behaalde. Aansluitend vertrok hij naar de Verenigde Staten voor een masteropleiding aan de Brown University in Providence (Rhode Island). Na het behalen van zijn diploma in 1951 volgde hij tot 1954 nog enkele postdoc opleidingen aan de Georgetown University in Washington.
Campomanes was een verdienstelijk schaker. In zijn beste periode was hij tweemaal Filipijns kampioen (in 1956 en 1960) en hij vertegenwoordigde zijn land bij vijf schaakolympiades, te weten Moskou in 1956, München in 1958, Leipzig in 1960, Varna in 1962 en Havana in 1966. Op deze toernooien speelde hij tegen diverse prominente internationale schakers zoals Pál Benkő, Luděk Pachman in Moskou, Óscar Panno in München, Michail Tal en Miguel Najdorf in Leipzig en Lev Poloegajevski in Havana.
Later werd hij actief als schaakbondbestuurder. Hij werd de Filipijnse afgevaardigde bij de internationale schaakbond FIDE en was in 1978 betrokken bij de organisatie van het Wereldkampioenschap schaken tussen Anatoli Karpov en Viktor Kortsjnoj in Baguio. Gedurende de jaren werkte hij zich omhoog binnen FIDE en in 1982 werd hij gekozen tot eerste Aziatische president van de bond. Hij zou de post tot 1995 behouden. In die tijd groeide FIDE aanzienlijk en kwamen er zo'n 50 lidstaten bij. Hij kreeg echter ook te maken met enkele controverses. Zo brak hij het wereldkampioenschap schaken van 1984/1985 tussen Anatoli Karpov en Garri Kasparov na 48 partijen af, zonder resultaat en kreeg FIDE in 1993 te maken met de afscheiding van de Professional Chess Association. Campomanes werd in 1995 als president opgevolgd door Kirsan Iljoemzjinov, waarna hij werd benoemd tot erevoorzitter van FIDE. In die hoedanigheid was hij tot aan zijn dood regelmatig aanwezig bij belangrijke internationale schaakcompetities.
Florencio Campomanes overleed in 2010 op 83-jarige leeftijd aan de gevolgen van kanker.